# Uniwersytet w Mons
Uniwersytet w Mons (fr. Université de Mons) – belgijska publiczna szkoła wyższa, zlokalizowana w Mons.
Uczelnia powstała w 2009 roku poprzez połączenie dwóch jednostek naukowo-dydaktycznych:
- Faculté Polytechnique de Mons, założonej w 1837 roku, na jej podstawie utworzono Wydział Inżynierii.
- Université de Mons-Hainaut, uniwersytetu funkcjonującego od 1965 roku.

## Struktura organizacyjna
- Wydział Architektury i Planowania Przestrzennego
- Wydział Medycyny i Farmacji
- Wydział Inżynierii
- Wydział Psychologii i Pedagogiki
- Wydział Lingwistyki Stosowanej
- Wydział Nauk Ścisłych
- Wydział Ekonomii i Zarządzania